# Голос семьи Белье
«Семейство Белье» (фр. La famille Bélier) — французская кинокомедия режиссёра Эрика Лартиго, вышедшая на экраны в 2014 году.

## Сюжет
В семье Белье шестнадцатилетняя Паула является незаменимым переводчиком для своих глухих родителей и брата, особенно в управлении семейной фермой. Однажды, вдохновлённая своим учителем музыки, открывшим в Пауле вокальный талант, она решается принять участие в престижном конкурсе пения в Париже, успех в котором может обеспечить ей хорошую карьеру и высшее образование. Однако это решение означало бы оставить её семью и сделать первые шаги к взрослой жизни.

## В ролях
| Карин Виар      | ···· | Жижи Белье             |
| Франсуа Дамьен  | ···· | Родольф Белье          |
| Эрик Эльмоснино | ···· | Фабьен Томассон        |
| Луан Эмера      | ···· | Паула Белье            |
| Роксана Дюран   | ···· | Матильда               |
| Ильян Бергала   | ···· | Габриэль Шевиньон      |
| Люка Жельбер    | ···· | Кантен Белье           |
| Мар Содуп       | ···· | мадемуазель Дос Сантос |
| Стефан Войтович | ···· | Лапидюс (мэр)          |
| Жером Киршер    | ···· | доктор Пюжо            |

## Награды и номинации
| Награда                              | Категория                                         | Номинанты                                                                          | Результат |
| ------------------------------------ | ------------------------------------------------- | ---------------------------------------------------------------------------------- | --------- |
| Премия «Сезар» 2015                  | Лучший фильм                                      | продюсеры: Эрик Йехельманн, Филипп Руссле, Стефани Берманн; режиссёр: Эрик Лартиго | Номинация |
| Премия «Сезар» 2015                  | Лучший актёр                                      | Франсуа Дамьен                                                                     | Номинация |
| Премия «Сезар» 2015                  | Лучшая актриса                                    | Карин Виар                                                                         | Номинация |
| Премия «Сезар» 2015                  | Лучший актёр второго плана                        | Эрик Эльмоснино                                                                    | Номинация |
| Премия «Сезар» 2015                  | Самая многообещающая актриса                      | Луан Эмера                                                                         | Победа    |
| Премия «Сезар» 2015                  | Лучший оригинальный сценарий                      | Виктория Бедос, Станислас Карре де Мальбер, Эрик Лартиго, Тома Бидеген             | Номинация |
| Премия «Люмьер» 2015                 | Лучший фильм                                      | Эрик Лартиго                                                                       | Номинация |
| Премия «Люмьер» 2015                 | Лучшая актриса                                    | Карин Виар                                                                         | Победа    |
| Премия «Люмьер» 2015                 | Самая многообещающая актриса                      | Луан Эмера                                                                         | Победа    |
| Премия «Люмьер» 2015                 | Лучший сценарий                                   | Виктория Бедос, Станислас Карре де Мальбер                                         | Номинация |
| Премия «Магритт» 2016                | Лучший иностранный фильм совместного производства | Эрик Лартиго                                                                       | Победа    |
| Премия «Магритт» 2016                | Лучший актёр                                      | Франсуа Дамьен                                                                     | Номинация |
| Премия Европейской киноакадемии 2015 | Лучшая комедия                                    | Эрик Лартиго                                                                       | Номинация |